# Rádio Patria
Rádio Patria ist das fünfte Hörfunkprogramm (SRo 5) des öffentlich-rechtlichen Rundfunks der Slowakei Rozhlas a televízia Slovenska. Rádio Patria sendet in ungarischer Sprache für Ungarn und die ungarischsprachige Slowakei.
Rádio Patria ist auf UKW in Bratislava und auch überregional zu empfangen. Das Programm wird durchgehend ins Netz gestreamt.